# Кудринецький замок
Кудринецький замок — фортифікаційна споруда у селі Кудринці Чортківського району Тернопільської області.
До нашого часу збереглися: південна, західна і північна стіни; частина об'єму південної п'ятигранної башти на висоту трьох ярусів; північно-західна шестигранна в плані триярусна башта; частина надбрамної башти. Всі башти мають прямокутні бійниці і кубла від балок між'ярусних перекриттів в кладці стін. Підземний хід, що починався у п‘ятигранній південній башті, зараз засипаний камінням і землею. Біля південної стіни простежується аркоподібний проріз. Це — невелика хвіртка, яку використовували для несподіваних нападів на ворога. Неглибока западина біля шестигранної вежі вказує на місце, де колись була криниця. Найбільша довжина замку всередині — 70 м, а ширина — 25 м. Стіни завтовшки 1,5 м.

## Історія
Замок побудований з пісковика на початку XVII ст. польськими шляхтичами Гербуртами герба «Павча». Реконструйований в XVIII ст. Розташовувався на плато високої крутої гори, яку називають «Стрілкою», над р. Збруч. В плані неправильний чотиригранник з трьома кутовими баштами. З трьох боків мав природну перешкоду, утворену гірським рельєфом. Найбільш неприступною була східна сторона, надійно захищена обривистим схилом гори і річкою біля її підніжжя. Північна сторона, звернена до плоскогір'я, була основним вузлом оборони, захищалася штучним ровом, валом і двома баштами, одна з яких — чотирикутна в плані — була надворотньою. Великі розміри і форма башт були максимально пристосовані для ведення фронтального і флангового вогню. Другий в'їзд у вигляді арочного отвору знаходився в південній стіні. Житлова будівля розташовувалася уздовж східної стіни замку.
Зведення замку в цьому місці було цілком виправданим: село лежало недалеко від молдавського кордону, на татарському Волоському шляху. Татари нападали на ці землі в XVI–XVII ст. часто.
Влітку 1648 року козацькі загони під керівництвом Максима Кривоноса та повсталі селяни вигнали коронний гарнізон з кудринецького замку. Також замок здобували турки в 1672 та 1694 роках.
На початку XVIII ст. замок було перетворено в резиденцію Гуменецьких. Кам‘яні мури та вежі відремонтували, до східної стіни прибудували житловий будинок із 6 кімнат.
Гуменецьких змінили нові власники — Козєбродські, за яких кудринецька фортеця перетворилася на своєрідний музей. Стіни палацу прикрасили родинні (і не тільки) портрети та старовинні меблі. Фрагменти кудринецької колекції експонуються зараз в залах Тернопільського обласного краєзнавчого музею.

## Легенди

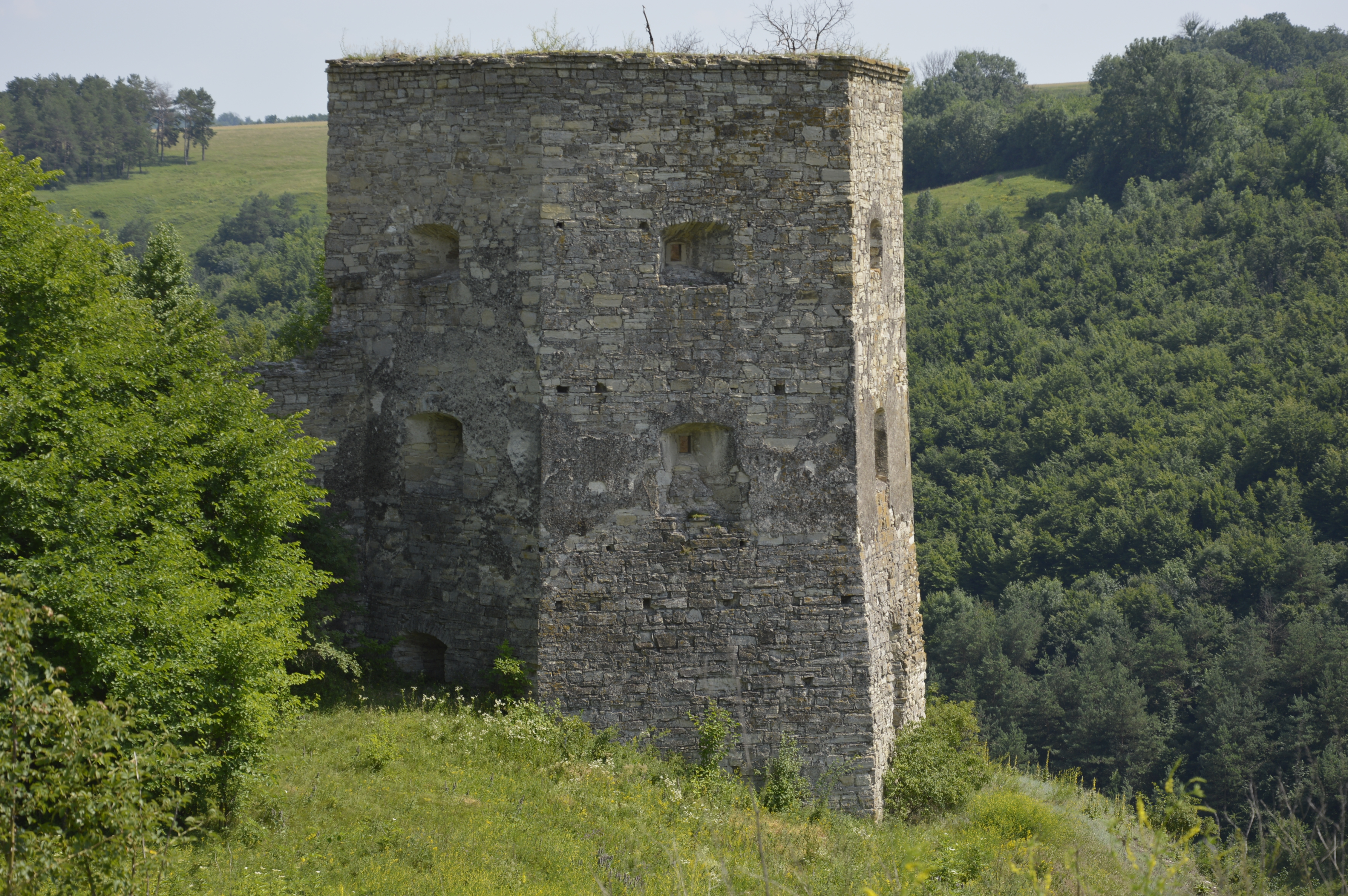
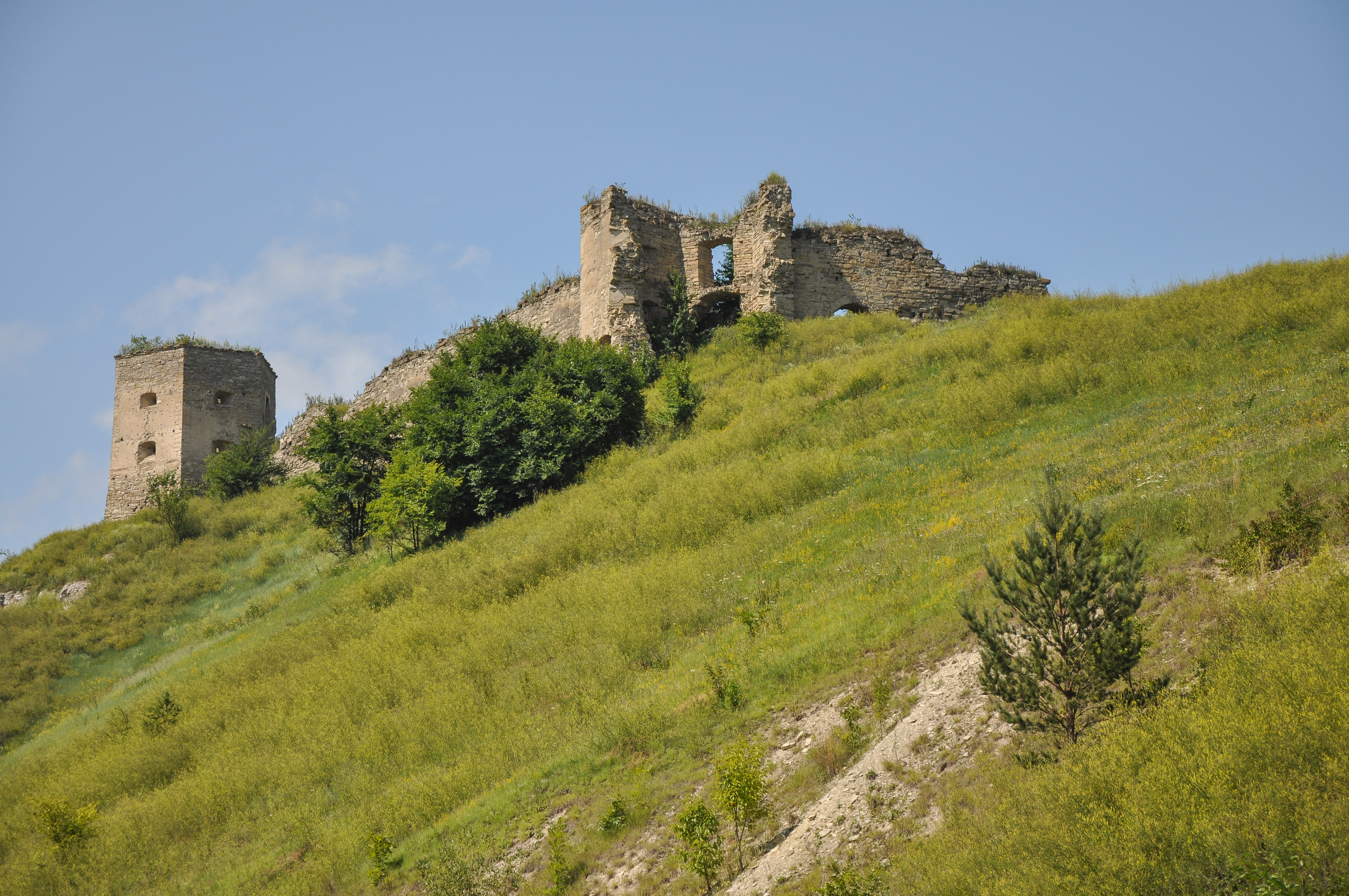
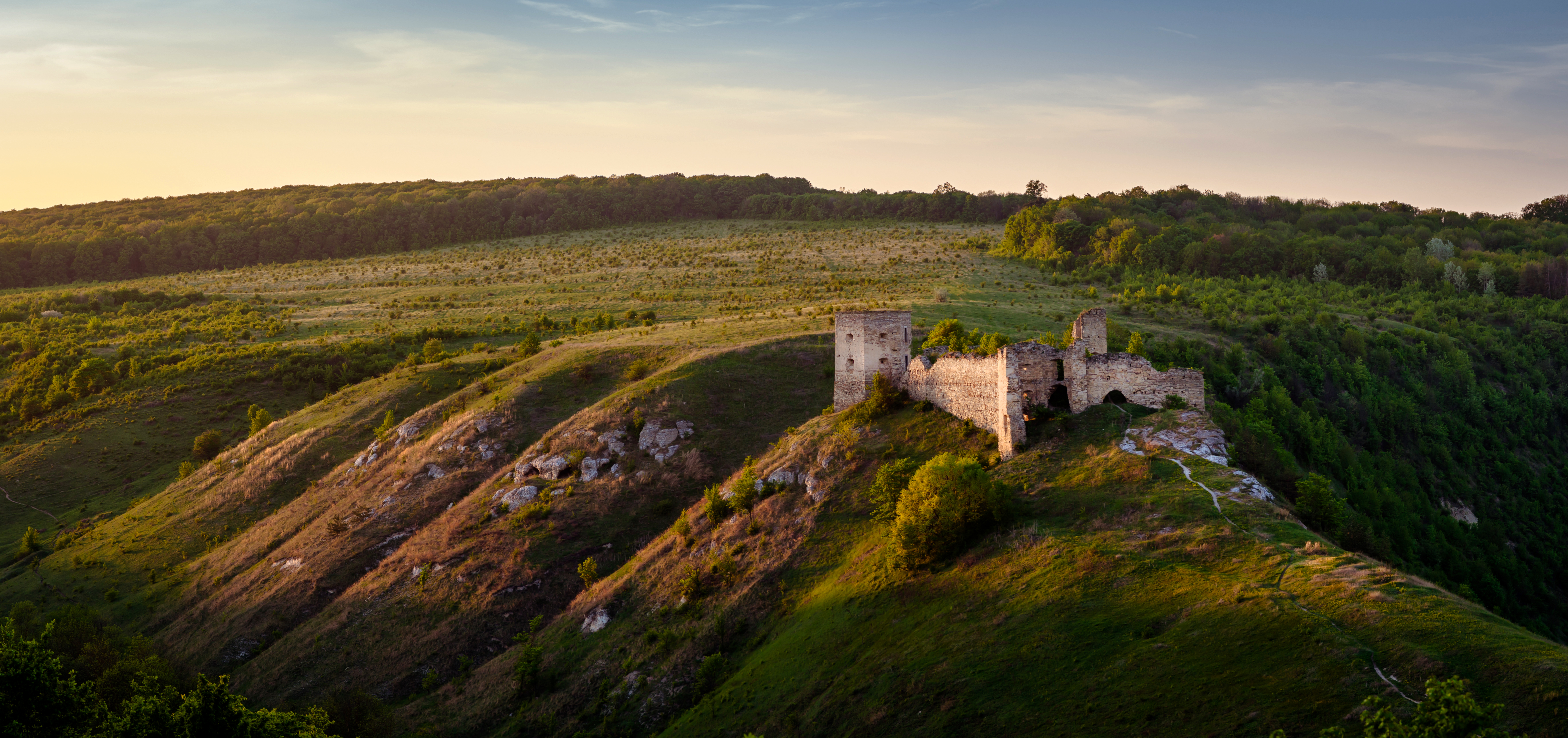
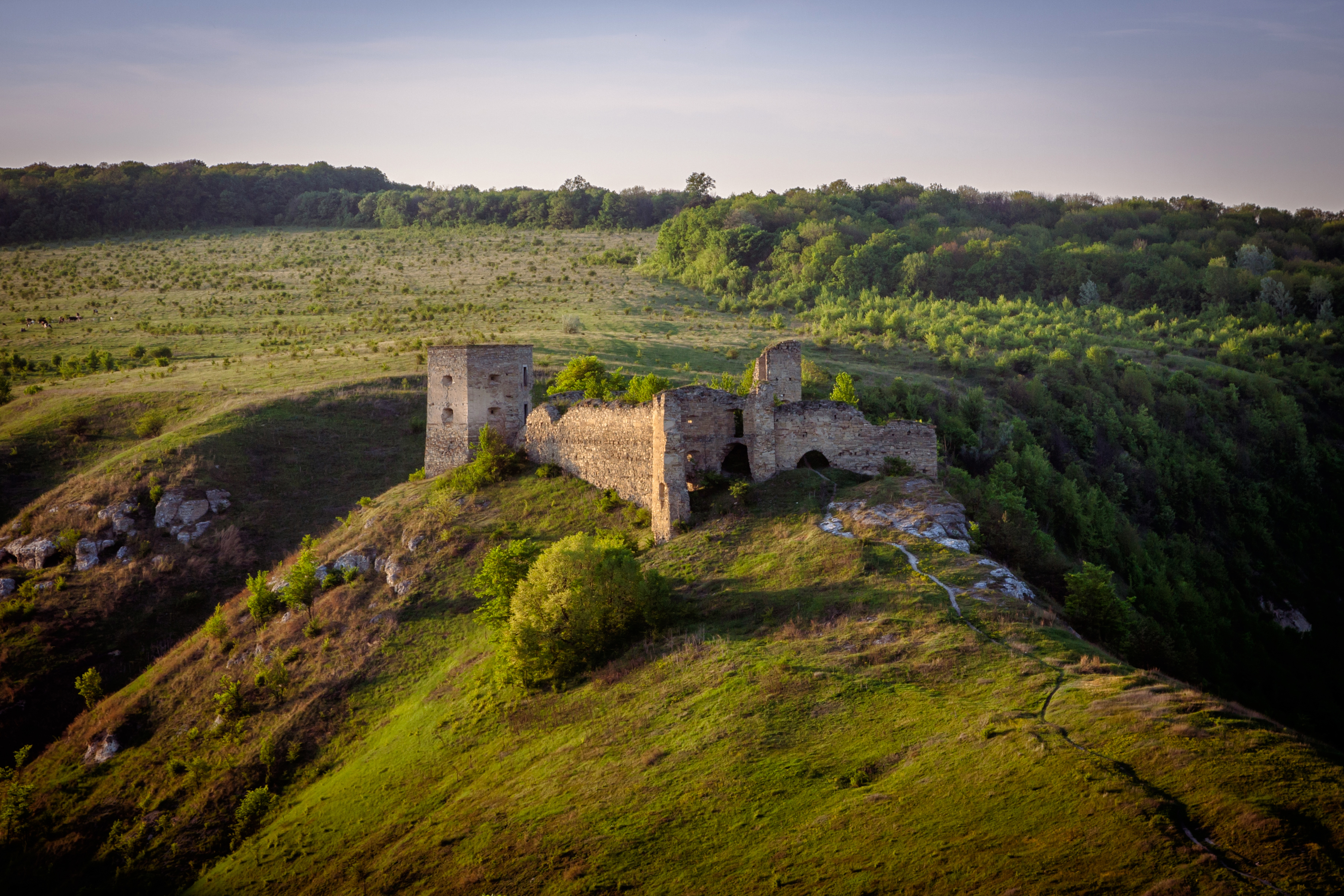
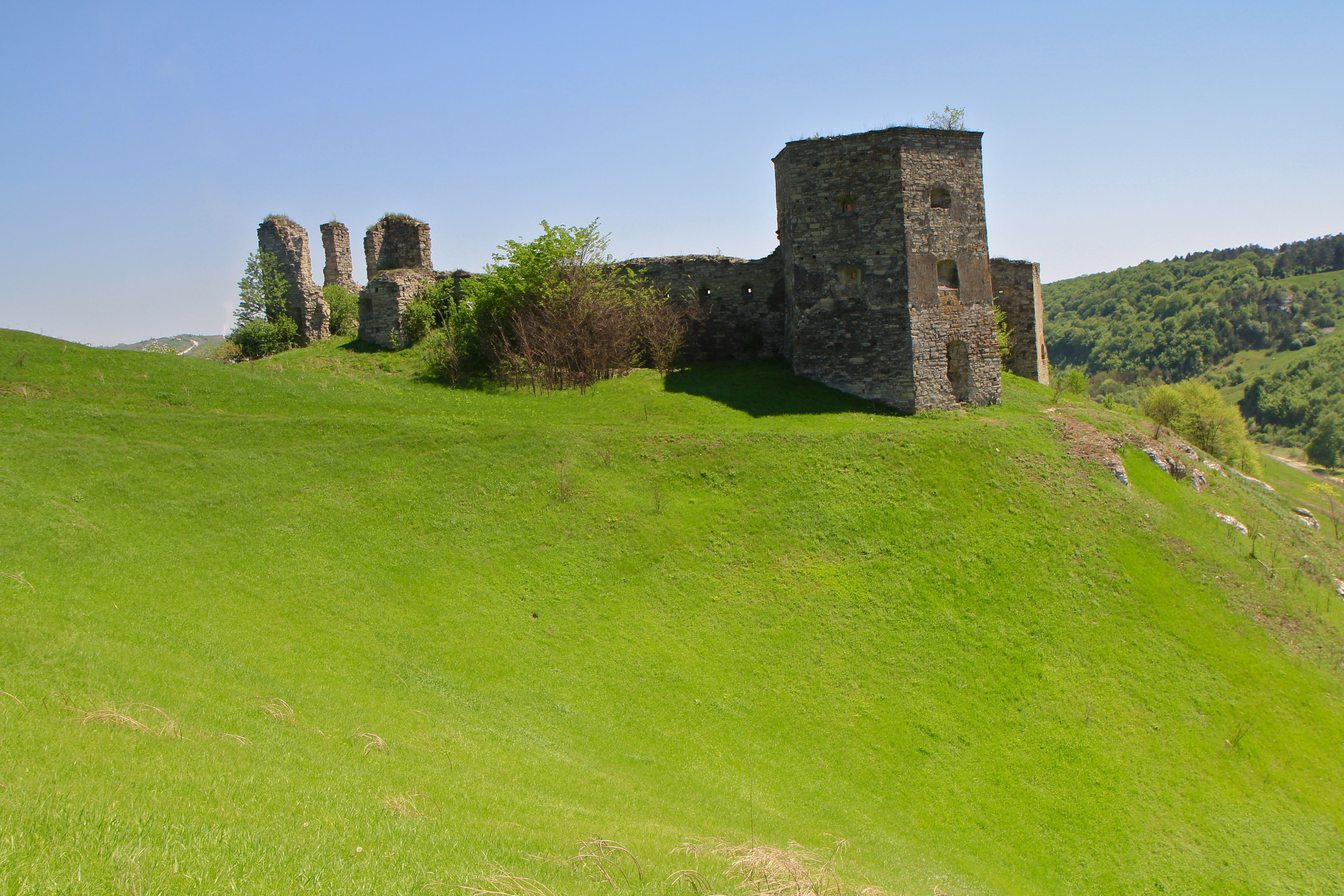
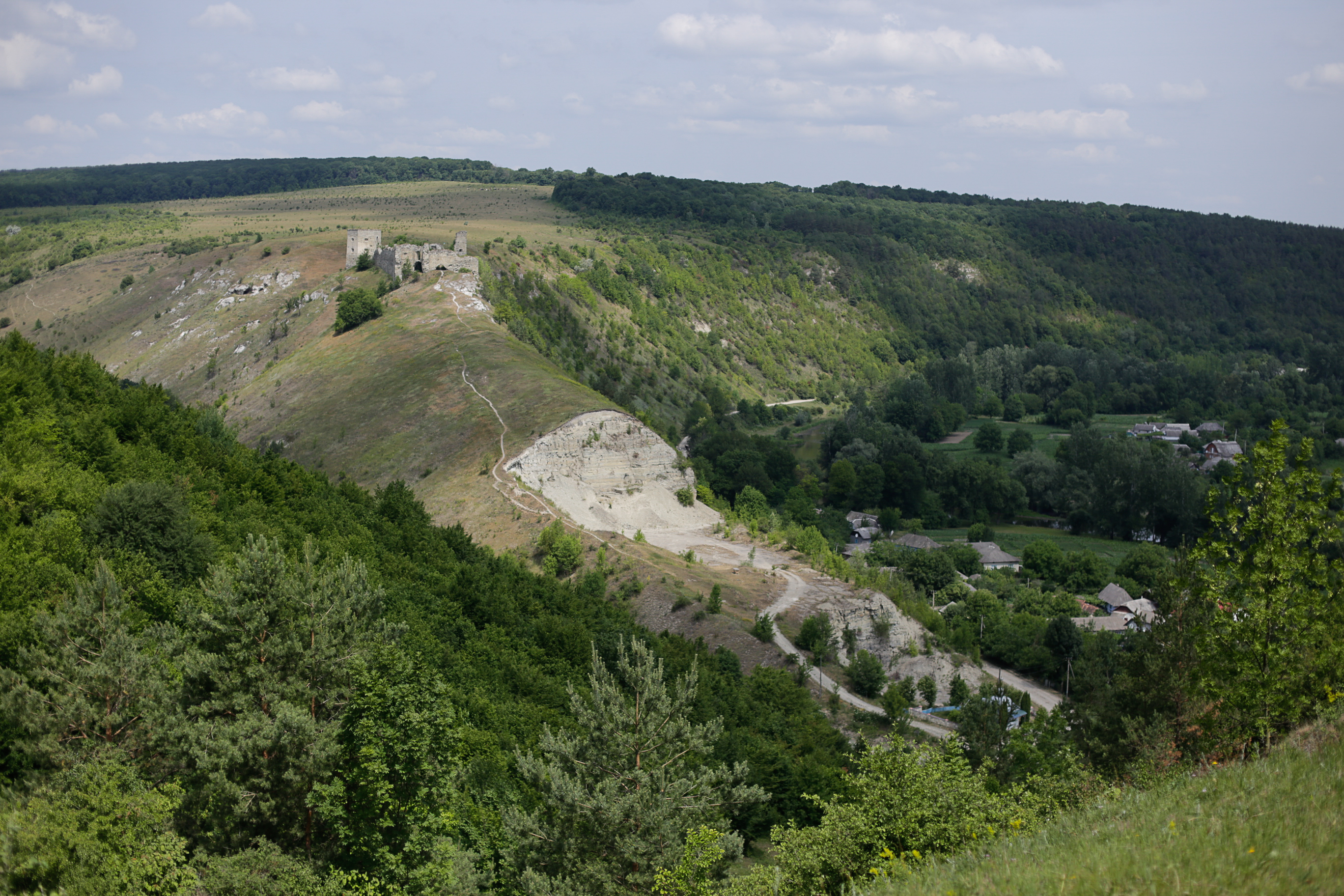
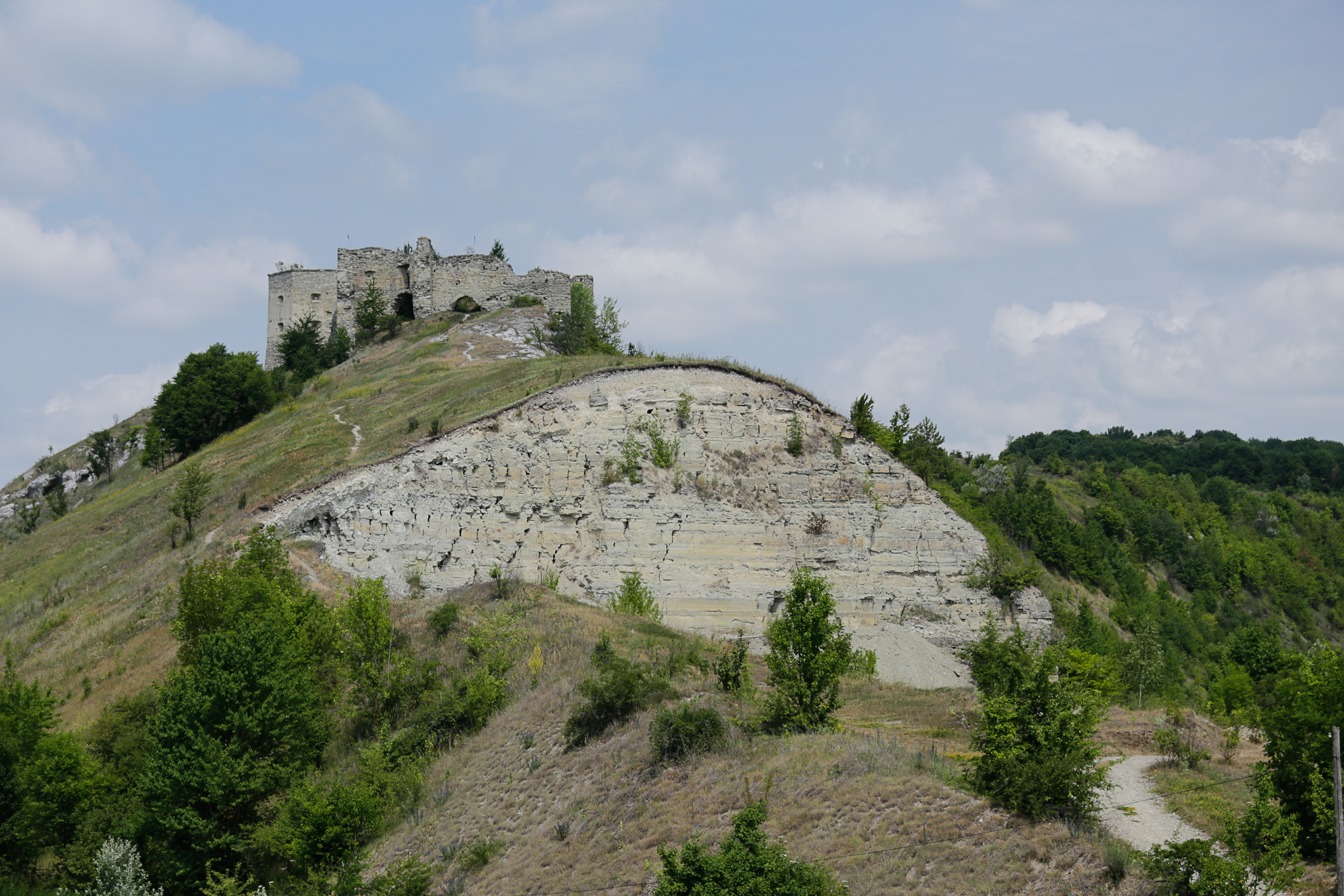

- Говорять про нещасну полонянку-дівчину, яку колись турки замурували живцем в одну з стін замку, з того часу її душа, не знаходячи спокою, начебто бродить там і тут. Місцеві жителі стверджують, що дух дівчини можна побачити в ясні місячні ночі.
- Говорять, начебто власники замку залишили після себе великі скарби — і там де вони заховані, іноді під ногами гудить земля.